# 2754 Efimov
2754 Efimov este un asteroid din centura principală, descoperit pe 13 august 1966 de Tamara Smirnova.